# Just the Way You Are (Milky)
Just the Way You Are è la prima canzone del gruppo musicale house music italiano Milky. Venne pubblicata nell'agosto del 2002. Debuttò al primo posto nella classifica stilata dalla rivista Billboard il 17 ottobre 2003.

## Video
Per il video musicale e per la campagna promozionale fu utilizzata la modella tedesca Sabrina Elahl al posto di Giuditta.

## Tracce
US Single
1. Just the Way You Are (Original FM Cut) – 3:30
2. Just the Way You Are (Original Extended Mix) – 6:15
3. Just the Way You Are (Gardeweg Mix) – 6:00
4. Just the Way You Are (Almighty Mix) – 7:08
5. Just the Way You Are (Full Intention Club Mix) – 7:32
6. Just the Way You Are (Liquid People Main Mix) – 7:00

UK single
1. Just the Way You Are (Radio Edit) – 3:30
2. Just the Way You Are (Full Intention Club Mix) – 7:32
3. Just the Way You Are (Almighty Mix) – 7:08

## Classifiche
| Classifica (2002-2003)                           | Posizione |
| ------------------------------------------------ | --------- |
| ARIA Charts - Australia                          | 47        |
| Ultratop - Belgio                                | 36        |
| IRMA - Irlanda                                   | 24        |
| Single Top 100 - Olanda                          | 58        |
| RIANZ - Nuova Zelanda                            | 29        |
| Romanian Top 100 - Romania                       | 21        |
| The Official Charts Company - Regno Unito        | 8         |
| Dance/Mix Show Airplay (Billboard) - Stati Uniti | 1         |